# جائحة فيروس كورونا في مدغشقر
توثق هذه المقالة آثار جائحة فيروس كورونا 2019-2020 في مدغشقر، وقد لا تشمل جميع الاستجابات والإجراءات الرئيسية حتى الآن.

## خلفية
في 12 يناير 2020، أكدت منظمة الصحة العالمية (WHO) أن فيروس تاجي جديد كان سببًا لمرض تنفسي لمجموعة من الأشخاص في مدينة ووهان، مقاطعة خوبي، الصين، والذين كانوا قد لفتوا انتباه منظمة الصحة العالمية في البداية في 31 ديسمبر 2019. رُبطت هذه المجموعة في البداية بسوق هوانان للمأكولات البحرية بالجملة في مدينة ووهان. ومع ذلك، فإن بعض الحالات الأولى التي أظهرت نتائج مختبرية لا صلة لها بالسوق، فمصدر الوباء غير معروف.
على عكس السارس لعام 2003، كانت نسبة إماتة الحالات لـ كوفيد-19  أقل بكثير، لكن انتقال العدوى كان أكبر بكثير، مع إجمالي عدد الوفيات. عادة ما يظهر كوفيد-19 في حوالي سبعة أيام بأعراض شبيهة بالإنفلونزا يُظهرها بعض الأشخاص حيث تتطور إلى أعراض الالتهاب الرئوي الفيروسي الذي يتطلب الدخول إلى المستشفى. اعتبارًا من 19 مارس، أصبح كوفيد-19 يُصنف على أنه «مرض معدي عالي الأثر».

## الجدول الزمني
وفي 20 مارس 2020، تأكدت الحالات الثلاث الأولى في في أنتاناناريفو، عاصمة مدغشقر. جميعهم من النساء.

## التدابير الوقائية
نفذت عمليات الإغلاق في مدينتين على الأقل. أعلنت الحكومة في 17 مارس أنه ستعلق جميع الرحلات الدولية والإقليمية لمدة 30 يومًا اعتبارًا من 20 مارس.
سبب الأزمة تقلص عدد السياح الدوليين مما سبب في مشاكل لصناعة السياحة. علقت منجم أمباتوفي العمليات.
قام البنك المركزي في مدغشقر بضخ مئات المليارات من أري في النظام المصرفي لتخفيف الضرر الاقتصادي الناجم عن كوفيد-19.